# Абелкур
Абелкур (фр. Abelcourt) насеље је и општина у источној Француској у региону Франш-Конте, у департману Горња Саона која припада префектури Лир.
По подацима из 2011. године у општини је живело 350 становника, а густина насељености је износила 46,92 становника/km². Општина се простире на површини од 7,46 km². Налази се на средњој надморској висини од 250 метара (максималној 302 m, а минималној 247 m).

## Демографија
| 1962. | 1968. | 1975. | 1982. | 1990. | 1999. | 2011. |
| ----- | ----- | ----- | ----- | ----- | ----- | ----- |
| 172   | 157   | 144   | 229   | 253   | 303   | 350   |

График промене броја становника у току последњих година